# Johann Kaspar Kühner
Johann Kaspar Kühner (* etwa 1626 in Hiphoffen; † 28. Juli 1685) war ein deutscher Geistlicher.
Kühner wurde um 1652 zum Priester geweiht. Am 15. Dezember 1664 ernannte Papst Alexander VII. ihn zum Weihbischof in Freising und Titularbischof von Centuria. Am 19. April 1665 weihte Franz Weinhart, Weihbischof in Regensburg, ihn in Freising zum Bischof. 